# Revir (skogsförvaltning)
Revir var i Sverige från 1869 en mindre förvaltningsenhet inom ett överjägmästardistrikt, vilken förestods  av en jägmästare som förestod den omedelbara skogsförvaltningen inom reviret. Revir var indelade i bevakningstrakter, envar under uppsikt av en kronojägare, som enligt jägmästares bestämmande utövade ledningen av där förekommande arbeten. 